# Emsbüren
Emsbüren ist eine Einheitsgemeinde im südlichen Landkreis Emsland in Niedersachsen. Der Name der Gemeinde wird auf der zweiten Silbe betont. Emsbüren grenzt im Westen an Engden und Wietmarschen, im Norden an die Stadt Lingen, im Osten an die Samtgemeinde Spelle und im Süden an die Gemeinde Salzbergen sowie die Stadt Schüttorf. Seit August 2007 ist Emsbüren – als erste niedersächsische Kommune – offiziell anerkannter Ausflugsort.

## Geographie

### Geographische Lage
Emsbüren liegt an der Ems, der Großen Aa sowie der Speller Aa im Städtedreieck Lingen–Rheine–Nordhorn. Südwestlich liegt das Autobahnkreuz Schüttorf (A 31/A 30), nahe der Grenze zu Nordrhein-Westfalen. Emsbüren liegt auf der Endmoräne der Elstereiszeit, einem Ausläufer des Teutoburger Waldes.

### Nachbargemeinden
| - Stadt Lingen - Gemeinde Salzbergen - Samtgemeinde Schüttorf - Samtgemeinde Spelle - Gemeinde Wietmarschen |

### Gemeindegliederung
Die Gemeinde ist in acht Ortschaften (laut NKomVG) gegliedert, in denen jeweils ein Ortsrat gewählt wird.
|  | 1. Ahlde: 21,26 km², 633 Einwohner 2. Berge: 14,1 km², 2.092 Einwohner (Fläche zusammen mit Emsbüren) 3. Elbergen: 22,42 km², 544 Einwohner 4. Emsbüren: 2.942 Einwohner 5. Gleesen: 21,73 km², 726 Einwohner 6. Leschede: 29,32 km², 2.127 Einwohner 7. Listrup: 21,39 km², 571 Einwohner 8. Mehringen: 9,13 km², 1.084 Einwohner |

Stand: 1. Januar 2023

### Räumliche Zuordnung der Ortsteile

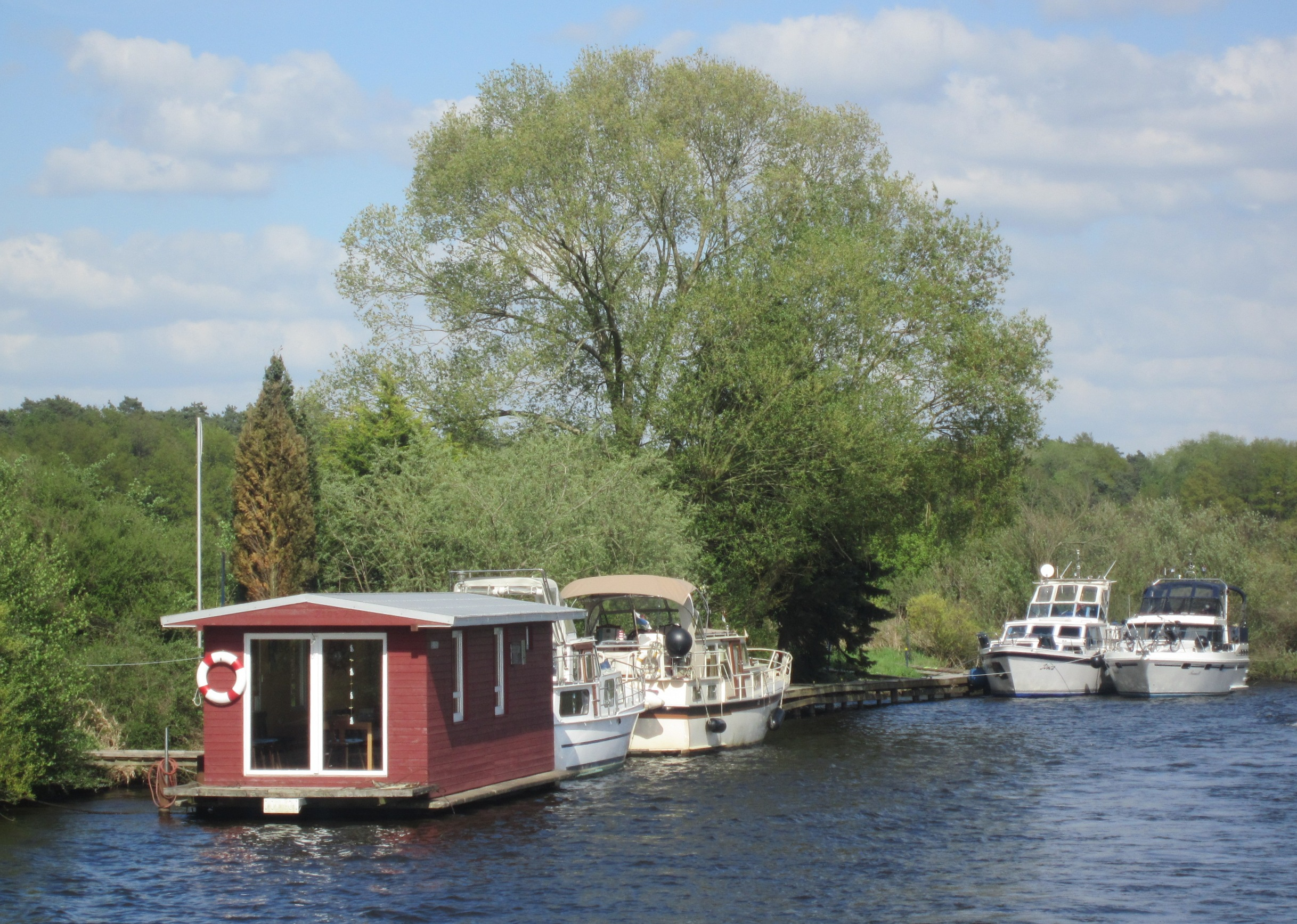
Boote auf der Ems zwischen Elbergen und Gleesen

- Ahlde: Bauerschaften südlich Emsbürens
- Berge: Bauerschaft und Siedlungsgebiet rund um den Emsbürener Ortskern
- Elbergen: kleiner Ort mit eigenem Ortskern und der Kirche St. Johannes der Täufer; nördlichster Gemeindeteil
- Emsbüren: Zentrum der Gemeinde Emsbüren
- Gleesen: Bauerschaft mit Siedlungsgebiet und Ferienhaussiedlung im Nordosten Emsbürens im Naherholungsgebiet östlich der Ems. Zugeordnet werden die Orte Gleesen, Hesselte und Helschen
- Leschede (Aussprache [ˈleːʃədə]): überwiegend Siedlungsbauten, nördlich des Zentrums mit eigenem Ortskern sowie Bahnhof und der Erlöserkirche.
- Listrup: östlich gelegener kleiner Ort mit eigenem Ortskern und der Kirche Unbefleckte Empfängnis St. Mariens. Zugeordnet werden Listrup und Moorlage
- Mehringen: Bauerschaft an der Ems

## Geschichte

### Geschichte Emsbürens
Der Ortsname Emsbüren (alt: Büren) wird vom niederdeutschen -büren, -bur(en) hergeleitet und kommt althochdeutsch als bur für „kleines Haus“ etc., mittelniederländisch buur für „Wohnung, Dorf“ vor. Bereits 1181 und nicht wie auf Grund einer gefälschten Urkunde lange angenommen 819 wird die St.-Andreas-Kirche erstmals urkundlich erwähnt.  Der Ort lag im Grenzgebiet von Venkigau und Bursibant. So kommt es, dass wesentliche Teile der Ortschaft zum Bursibant gerechnet wurden, einige aber auch zum Venkigau. Zum „Kirchspiel Emsbüren“ – kurz „Kespel“, abgeleitet von Kerkspell – gehörten früher 14 Bauerschaften, die sich zum Teil selbst verwalteten und sich unterschiedlich entwickelten: Einige sind Bauerschaften geblieben, andere haben sich zu selbstständigen Orten entwickelt.
Seit dem 13. Jahrhundert gehörte Emsbüren zum Oberstift Münster. In Emsbüren existierte neben dem Gogericht, das ausschließlich für das Kirchspiel Emsbüren zuständig war, noch ein königlich herzogliches Freigericht für die Freiheit Emsbüren und Schepsdorf. Das Gogericht Emsbüren gehörte zwar zum Amt Rheine-Bevergern, wurde aber als selbstständig betrachtet. Da aber dieses Gogericht stets an die Grafen von Bentheim verpfändet war, übten letztendlich diese die Gerichtsbarkeit aus. Die Tätigkeit des Richthofes (Richthofstraße, Richters Esch) ist durch zahlreiche Quellen und ein Gerichtssiegel (1591) belegt. Der Richthof soll auch der Platz gewesen sein, den Liudger als Zwischenstation auf dem Weg in seine Missionsgebiete an der Emsmündung nutzte.
Der Münzfund von Emsbüren ist ein Schatz mit 10 deutschen und französischen Goldmünzen aus dem 14. Jahrhundert, der in den Jahren 2020 und 2021 am Waldrand eines Ackers gefunden wurde. Wer die zu ihrer Zeit wertvollen Münzen dort verborgen haben könnte, ist nicht bekannt.
Als während der Herrschaft Napoleons die Amtsvogtei Emsbüren etabliert wurde, gelangten die Besitzungen des Richthofes zunächst an den Herzog von Looz-Corswarem, der auf Schloss Bentlage bei Rheine residierte. In der Folgezeit wechselte das Kirchspiel mehrfach den Landesherrn. Bei der Neuordnung Europas auf dem Wiener Kongress wurde es 1815 dem Königreich Hannover zugeteilt und 1866 preußische Provinz. Dort gehörte es zum Amt Lingen, nach der preußischen Annexion Hannovers zum Landkreis Lingen, der 1977 Teil des Landkreises Emsland wurde.
Am 1. Januar 1965 begann mit der freiwilligen Bildung der Samtgemeinde Emsbüren aus den Gemeinden Berge, Emsbüren und Mehringen ein neuer Abschnitt in der Geschichte des alten Kirchspiels. 1967 wurde diese Samtgemeinde um die Gemeinden Ahlde, Bernte, Elbergen, Gleesen und Leschede erweitert und hieß fortan „Samtgemeinde Kirchspiel Emsbüren“. Diese Entwicklung fand 1974 durch die Gemeindereform in Niedersachsen ihren Abschluss. Emsbüren gab Teile von Ahlde und Mehringen an Salzbergen ab, Listrup kam zur neuen Gemeinde Emsbüren.

### Geschichte und Namensherleitung der alten Bauerschaften
- Ahlde (alt: Aludwide, 1285 Altewede) wird 890 im ältesten Heberegister des Klosters Werden aufgeführt und zum Venkigau gerechnet. Das Bestimmungswort ist unklar, im Grundwort ist -widu = Gehölz enthalten. Waddie hatte 24 Scheffel Korn und einen Heerschilling, Hruodleb 32 Scheffel Korn und den Heerschilling an Werden zu liefern. Außerdem mussten sie für Unterkunft zu sorgen, wenn der Abt nach Ostfriesland reiste, wo Werden etliche Besitzungen hatte. Die Einwohnerzahl hat sich im Laufe der Jahrhunderte wenig verändert.

- Berge wird in alten Quellen nicht gesondert erwähnt, da es eng mit Bühren verzahnt war und deshalb immer diesem Ort zugerechnet wurde.

- Bernte (alt: Bernithi, Bernete) und Berntermoor werden etwa gleichzeitig mit Leschede 1352 im Werdener Urbar als Teil des Bursibant erwähnt. Die Namensherkunft ist unklar. Der Ort muss nach der Namensableitung aber viel älter sein. Das Grundwort -te, -ete, -ithi, -ide, -ede, -de ist ein uraltes Stammwort, das nur noch in suffixähnlicher Form auftritt. Es soll für ha(g)-ithi = Heide stehen. Das wird unter anderem dadurch belegt, dass -ithi usw. in den Marschgegenden von Oldenburg und Ostfriesland, wo es keine Heide gab, nicht auftritt.

- Bexten (um 1400 Bekeseten = Sitz am Bach), vergl. niederdtsch. beke = Bach, später auch: Bührbexten (im Gegensatz zu Feilbexten, das seit 1905 Ortsteil von Salzbergen ist).

- Drievorden auch Drievörden (alt: Drieburi). Hier ist das Bestimmungswort der alten Bezeichnung von der Zahl drei (niederdtsch. dri) abgeleitet. Das Grundwort steht ähnlich wie bei Emsbüren für niederdtsch. -büren, -bur(en), gleichbedeutend mit „kleines Haus“, „Wohnung“, „Hof“. Die jüngere Bezeichnung Drievorden soll drei Furten oder Drief-Ort bezeichnen. Letzteres würde dann auf einen Sammelpunkt für das Bentheimer Zehntvieh hindeuten. Diese Annahme ist aber nicht gesichert. Drievorden gehört heute zur Gemeinde Engden, Samtgemeinde Schüttorf.

- Elbergen wird um 890 erstmals urkundlich erwähnt. Die Bestimmungswort el, eli bedeutet Erle oder Holunder. Das Grundwort erklärt sich von selbst. Im Ganzen handelte es sich wohl um eine Anhöhe mit Holunder oder Erlenwuchs. Die Gemeinde Elbergen war später eine Kapellengemeinde, die von Emsbüren versorgt wurde.

- Engden (alt: Engene) wird 1267 erwähnt, als Friedrich v. Engen als Bentheimer Edler genannt wird. Engden gehört heute zur Samtgemeinde Schüttorf.

- Gleesen (alt: Glesen) liegt an der Aamündung, direkt bei Bramsche. 1263 wird erstmals ein Bauernhof in Gleesen genannt. Die Herkunft des Namens ist unklar. Gleesen dürfte etwa gleich alt wie Hesselte sein.

- Helschen (alt: Helsgan, Helschere) wird um 1150 erwähnt. Die Herkunft des markanten Namens ist unbekannt. Möglicherweise bezieht sich die Namensgebung auf den zwischen Helschen und Gleesen gelegenen Hilligenberg, einen Platz, an dem die alten Götter verehrt wurden. Dafür spricht die Bezeichnung Altar und die Sage von der spinnenden Frau, die an diesem Ort spielt.

- Hesselte (alt: Haslethi, Heslethe). Bestimmungswort unklar: von hees = Strauchwerk, Gestrüpp, Hasel oder hessel = Grenze; Grundwort -lithi = Geländeabhang. Hesselte wird um 1223 erstmals erwähnt. Damals verkaufte der Propst Lutger von Clarholz den Zehnten von fünf Hesselter Erben für 25 Mark an den Münsterschen Dompropst Rembold. In Hesselte wurde 2007 eine germanische Siedlung aus der römischen Kaiserzeit entdeckt, die vermutlich am Marschweg der römischen Truppen, die in der Nähe über Ems und Große Aa übersetzten, bzw. in der Nähe eines römischen Stützpunktes lag.

- Leschede. Bei diesem Ort ist die Herkunft des Namens nicht gesichert. Einerseits könnte das Bestimmungswort mit dem Bach Lee zusammenhängen, der an Wietmarschen vorbei in die Vechte mündete. Andererseits könnte darin leh für Nachbarschaft stecken. Die Bedeutung des Grundwortes schede ist gänzlich unklar. In Leschede, unweit des Bahnhofs, da, wo sich einst Handelswege von Holland über die Emsfähre nach Osten und von Münster nach Norden kreuzten, stand eine schlichte Kapelle, eine Stiftung aus dem Jahr 1683. Sie bildete einen gern besuchten Mittelpunkt dieses Ortes.

- Listrup (alt: Lihtastorpe) wird 890 im Werdener Heberegister als Teil des Venkigaus beschrieben. Im Bestimmungswort steckt liten (dtsch. Leute). Das Grundwort torpe, thorpe steht für Dorf. Es handelte sich somit um halbfreie Sassen eines Haupthofes, die hauptsächlich dort wohnten. Ein Wenno lieferte dem Kloster 32 Scheffel Korn und 16 Denare Heerschilling und musste später Quartier für den reisenden Abt oder dessen Boten stellen.

- Mehringen (alt: Maringen), von mar = Sumpf, wird 1181 erstmals schriftlich erwähnt. Möglicherweise besteht ein Zusammenhang mit mehreren Laken (lacus = kleiner See), die um 1900 verfüllt worden sind. In Mehringen gibt es noch die Bezeichnung Krüsel (alt: Crucilo), die auf den ehemals vorhandenen Waldreichtum hinweist. Aus Mehringen stammte die Dichterin Maria Mönch-Tegeder, die ihr gesamtes Werk in plattdeutscher Sprache geschrieben hat. In Mehringen existieren drei Großsteingräber, so dass eine erste Besiedlung also schon etwa 3500–2800 v. Chr. stattgefunden haben muss.

- Moorlage gehört seit 1400 zu Emsbüren. Das Grundwort -lage bezieht sich auf eine baumlose, verhältnismäßig ebene, jedoch nicht allein zum Getreideanbau genutzte Fläche. Um 1400 musste Graf Claus von Tecklenburg Moorlage an Münster abtreten.

### Bevölkerungsentwicklung
| Einwohnerzahl  | 1880 | 1900 | 1925 | 1933 | 1939 | 1950  |
| -------------- | ---- | ---- | ---- | ---- | ---- | ----- |
| Ahlde          | 410  | 418  | 501  | 585  | 604  | 784   |
| Berge          | 414  | 414  | 471  | 502  | 499  | 726   |
| Bernte         | 232  | 246  | 261  | 268  | 256  | 316   |
| Bexten-Listrup | 462  | 449  | 574  | 631  | 630  | 927   |
| Elbergen       | 263  | 292  | 340  | 344  | 357  | 577   |
| Emsbüren       | 481  | 550  | 683  | 679  | 659  | 1.011 |
| Gleesen        | 424  | 450  | 544  | 558  | 572  | 887   |
| Leschede       | 387  | 408  | 573  | 618  | 724  | 1.050 |
| Mehringen      | 275  | 350  | 435  | 449  | 455  | 652   |

## Religion
Wie der gesamte Landkreis Emsland, ist auch die Gemeinde Emsbüren traditionell von der katholischen Kirche geprägt. Dies hängt damit zusammen, dass das Emsland Teil des Hochstift Münster war. Die Konfessionen in Emsbüren verteilen sich daher wie folgt: 
- Römisch-katholisch: 80 %
- Evangelisch-lutherisch: 10 %
- Evangelisch-reformiert: 2 %
- Sonstige/keine: 8 %

(Stand 1. Januar 2007)

## Politik
Emsbüren hat seit 1974 den Status einer Einheitsgemeinde.

### Gemeinderat
Der Gemeinderat der Gemeinde Emsbüren besteht aus 26 Ratsfrauen und Ratsherren. Dies ist die festgelegte Anzahl für eine Gemeinde mit einer Einwohnerzahl zwischen 10.001 und 11.000 Einwohnern. Die Amtszeit begann am 1. November 2021 und endet am 31. Oktober 2026.
Stimmberechtigt im Gemeinderat ist außerdem der hauptamtliche Bürgermeister Bernhard Overberg.
Bei der Kommunalwahl zum Gemeinderat am 12. September 2021 kam es zu folgenden Ergebnissen:
- CDU: 17 Sitze
- SPD: 6 Sitze
- Grüne: 1 Sitz
- FDP: 1 Sitz
- Die Partei: 1 Sitz

SPD, Grüne und FDP bilden in der Wahlperiode 2021–2026 eine Gruppe.

### Bürgermeister
Bei der Kommunalwahl am 10. September 2006 wurde Bernhard Overberg (parteilos) zum Bürgermeister gewählt. Er konnte sich mit 61,23 % der Stimmen im ersten Wahlgang gegen den bisherigen Bürgermeister Norbert Verst (CDU) durchsetzen.
Nach seiner ersten Amtszeit wurde er am 15. Juni 2014 in einer Stichwahl mit 55,03 % der Stimmen wiedergewählt. Sein Gegenkandidat in der Stichwahl war Klaus Hemme (CDU).  In der vorhergehenden Bürgermeisterwahl vom 25. Mai 2014 schied der dritte Kandidat, Dieter Bünker (parteilos), mit 20,27 % der Stimmen aus.
Bei der Bürgermeisterwahl am 12. September 2021 trat der Amtsinhaber nicht erneut an. Der einzige Kandidat Markus Silies (CDU) wurde mit 83,34 % Zustimmung gewählt und trat das Amt am 1. November 2021 an.

### Ortsbürgermeister
Bei den Kommunalwahlen werden in den Ortschaften Ortsräte gewählt. Nach der letzten Kommunalwahl 2021 wurden die in der Tabelle aufgeführten Ortsbürgermeister gewählt.
| Ortschaft | Ortsratsmitglieder | Ortsbürgermeister  |
| --------- | ------------------ | ------------------ |
| Ahlde     | 9                  | Martin Otten       |
| Berge     | 11                 | Matthias Sils      |
| Elbergen  | 9                  | Bernhard Klüsener  |
| Emsbüren  | 11                 | Berthold Kruse     |
| Gleesen   | 9                  | Thomas Schütte     |
| Leschede  | 11                 | Andreas Hofschröer |
| Listrup   | 9                  | Peter Boemanns     |
| Mehringen | 11                 | Reinhard Piepel    |

### Wappen
Das Wappen der Gemeinde Emsbüren zeigt auf goldenem Grund ein schmales rotes Andreaskreuz, belegt mit einem senkrechten blauen Wellenpfahl.
Der Heilige Andreas tauchte mit seinem Symbol, dem schrägen Kreuz, bereits in einem Siegel des Freigerichts Emsbüren mit der Jahreszahl 1591 auf. Der blaue Wellenpfahl stellt die Ems dar. Der gelbe Untergrund steht für die Getreidefelder der Ortschaft und versinnbildlicht somit die Landwirtschaft.

### Flagge
Die Farben der Flagge sind gelb/rot/gelb. Sie zeigt im mittleren roten Feld das Gemeindewappen.

### Partnergemeinde
- Losser (Niederlande)

## Sehenswürdigkeiten

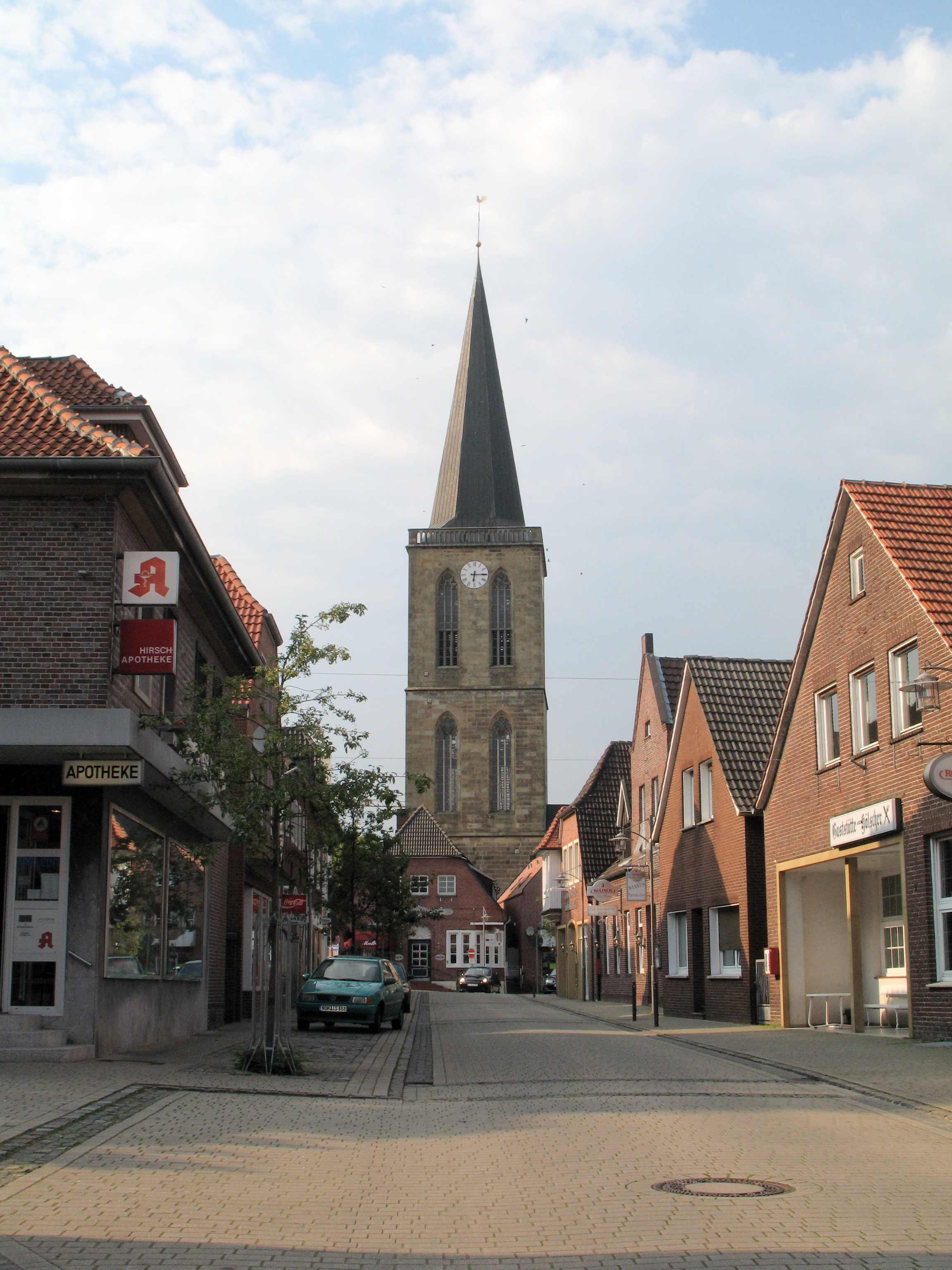
Die St.-Andreas-Kirche

- Die St.-Andreas-Kirche: gotische, dreischiffige Hallenkirche aus dem 15. Jahrhundert mit einem 78 m hohen Turm, der über 204 Stufen zu erreichen ist.
- Die St.-Johannes-der-Täufer-Kirche in Elbergen wird etwa um die Zeit von 1290 bis 1310 angenommen, während die älteste Nachricht über Elbergen selbst aus dem Jahre 890 stammt. Die erste urkundliche Erwähnung der Kirche findet sich in einem Ablassbrief des Papstes Benedikt XII. aus dem Jahre 1338.
- Die St.-Marien-Kirche in Listrup wurde am 17. Mai 1883 eingeweiht
- Der Pfarrgarten Emsbüren wurde von 1838 bis 1855 von dem Pfarrer Albert Deitering angelegt. Die etwa 1,5 ha große landschaftliche Anlage überrascht durch ihre große Vielfalt an Gehölzen: über 200 verschiedene Arten sollen es sein. Viele der Bäume stammen noch aus dem 19. Jahrhundert. Einige der schönsten Exoten gruppieren sich um das zentrale Rasenoval direkt am Pfarrhaus. Besonders hervorzuheben sind ein Ginkgo, eine Schlangenfichte und ein Trompetenbaum. Die hausferneren Bereiche muten waldartig an mit dichtem immergrünen Unterwuchs aus Eibe, Stechpalme und Rhododendron.
- Der Heimathof: ein Bauernhof von 1766 mit acht originalgetreuen Fachwerkhäusern auf dem alten Galgenberg stellt eine typische emsländischen Hofanlage aus dem 18. Jahrhundert dar. Diese besteht aus einem Bauernhaus, Backhaus, Wagenschuppen, Scheune, Schafstall, und Heuerhaus. Die Gebäude standen ursprünglich in Lingen, bevor sie nach Emsbüren kamen. Das Haupthaus wurde durch den Heimatverein 1973 erworben und originalgetreu wieder aufgebaut.
- Der Heilkräutergarten mit 200 verschiedenen Kräutern, Bäumen und Sträuchern auf dem Gelände des Heimathofes. Angelegt wurde er 2002 auf einer Fläche von rd. 2.000 m².
- Das Wohnhaus der Kornbrennerei Kuipers aus dem Jahr 1818
- Die alte Amtsvogtei an der Papenstraße mit einem schönen Sandsteinbogen, 1824 vom letzten Vogt des Richthofes erbaut. Sie wurde im Jahr 2008 restauriert und dient seitdem als Sitz für den Fremdenverkehrsverein und das Standesamt.
- Die Mehringer Steine bestehen aus einer Gruppe von drei Großsteingräbern (ca. 2500 v. Chr.). Die Findlinge sind bis zu 3 m groß
- Der Herzog-und-Kumpan-Brunnen wurde 1994 auf dem Emsbürener Marktplatz errichtet. Herzog und Kumpan sind die Protagonisten des Emsbürener Karnevals. Die Figuren entstammen einem Schelmenroman von Bernd Bücker aus Salzbergen, wonach der „Herzog“ als Kiepenkerl mit seinem „Kumpan“ an der Seite durchs Emsland zog und oft in „Büren“ (Emsbüren) verweilte, wo die beiden ihre Späße trieben. Die Bronzefiguren wurden vom Künstler Janischowski aus Steinfurt geschaffen. Sie haben ihren Platz auf der begehbaren Brunnenanlage, die aus kreisrunden Betonplatten, die ineinandergreifen, gefunden. Das Wasser tritt quellenartig aus der obersten Brunnenscheibe aus und fließt bachähnlich nach unten. Auch aus einem Gefäß, das der Herzog in seiner Hand hält, sprudelt Wasser.
- Pastor sine Koh wurde im Juni 2004 als Bronzeskulptur „Pastor sine Koh“ im Ortszentrum von Emsbüren aufgestellt. Jedem ist wohl das entsprechende Lied bekannt, das zwischen 1844 und 1859 in Emsbüren entstand.[10] Die Überlieferung erzählt, dass Pastor Deiterings Kuh eines Tages nicht mehr fressen wollte. Die herbeigerufenen Schlitzohren Kobes und Herm-Dirk – Viehdoktoren und Schlachter zugleich – bescheinigten schnell, dass die Kuh notgeschlachtet werden müsse. Pastor Deitering willigte ein; das Fleisch sollten die Armen bekommen. Dem war jedoch nicht so. Die Kuh wurde unter allzu gierigen Bürgern aufgeteilt, so dass die Armen leer ausgingen. Als dieser Skandal aufflog, machte sich ein heimlicher Dorfpoet an die Arbeit. Die deftigen Verse wurden nachts bei Mühle, Brücke und Rathaus an die Tür geheftet, um die Dorfgemeinschaft über den Raub an den Armen in Kenntnis zu setzen. Eine Melodie wurde gefunden, und das „Lied van Pastor sine Koh“ war geboren.
- Enkings Mühle, eine fünfstöckige Holländermühle aus dem Jahre 1802, die auch heute noch benutzt wird um den Roggen für Enkings Pumpernickel zu schroten. Der Pumpernickel wird auch in der Mühle gebacken. Die Mühle wurde zu ihrem 200-jährigen Bestehen umfassend renoviert, verfügt über ein Café und kann nach Anmeldung besichtigt werden.
- Listruper Emswehr
- Erlöserkirche Leschede, vom Land Niedersachsen als Baudenkmal eingestuft, im Jahre 1952 als evangelische Diaspora-Kapelle vom Architekten Otto Bartning (1883–1959) erbaut[11]
- Emsflower ist ein Gärtnereigroßbetrieb, direkt am Autobahnkreuz A30/A31 gelegen, mit zurzeit ca. 38 ha unter Glas, Direktvermarktung und Besucherzentrum mit Gastronomie und Erlebniswelt. In der endgültigen Ausbaustufe mit 60 ha unter Glas handelt es sich um den größten Gartenbaubetrieb Europas.

## Regelmäßige Veranstaltungen
- Emsbürener Karneval mit über 110 teilnehmenden Wagen am Rosenmontag der größte Karnevalsumzug des Emslands. Zuvor finden unter den Tollitäten „Herzog und sein Kumpan“ Prunksitzungen statt. Ausrichter sind die KKE (Karnevalsgesellschaft Kespel Emsbüren) und der ECC (Emsbürener Carnevals Club).
- Herzogs Midsummer, jährlich an einem Wochenende im Juni mit Live-Musik, einer Gewerbeschau und Möglichkeiten zum Einkaufen[12]
- Emsbürener Kaltblutrennen am ersten Sonntag im September
- Emsbürener Großkirmes am Wochenende vor dem letzten Dienstag des Septembers
- Emsbürener Weihnachtsmarkt und das traditionelle Kirchturmblasen finden im Advent statt
- Osterprozession vom Nattenberg zur Andreaskirche Ostersonntag um 16.00 Uhr.
- Emsbürener Musiktage, klassische Veranstaltungsreihe mit Internationalen Meisterkursen für Holzbläser, die jährlich im Herbst stattfindet.

## Wirtschaft und Infrastruktur

### Verkehr
- Autobahnanschlüsse:
  - BAB 30: Niederlande–Bad Oeynhausen: Anschlussstelle 6 (Salzbergen)
  - BAB 31: Emden–Bottrop: Anschlussstelle 26 (Emsbüren)
- Zugverkehr:

Vom Bahnhof Leschede der Bahnstrecke Rheine–Norddeich Mole verkehrt der RE 15 „Emsland-Express“ in Richtung Münster beziehungsweise Emden.
| Linie | Verlauf | Takt   | Betreiber     |
| ----- | --- | ------ | ------------- |
| RE 15 | Emsland-Express: (Emden Außenhafen –) (nur bei Schiffsverkehr) Emden Hbf – Leer (Ostfriesl) – Papenburg (Ems) – Aschendorf – Dörpen – Lathen – Haren (Ems) – Meppen – Geeste – Lingen (Ems) – Leschede – Salzbergen – Rheine – (Rheine-Mesum –)* Emsdetten – (Reckenfeld –)* Greven (← (Münster Zentrum Nord –)* Münster (Westf) Hbf * nur einzelne Züge Stand: Fahrplanwechsel Dezember 2023 | 60 min | WestfalenBahn |
- Wasserstraßen
  - Dortmund-Ems-Kanal: Dortmund–Meppen: Schleusen in Gleesen und Hesselte

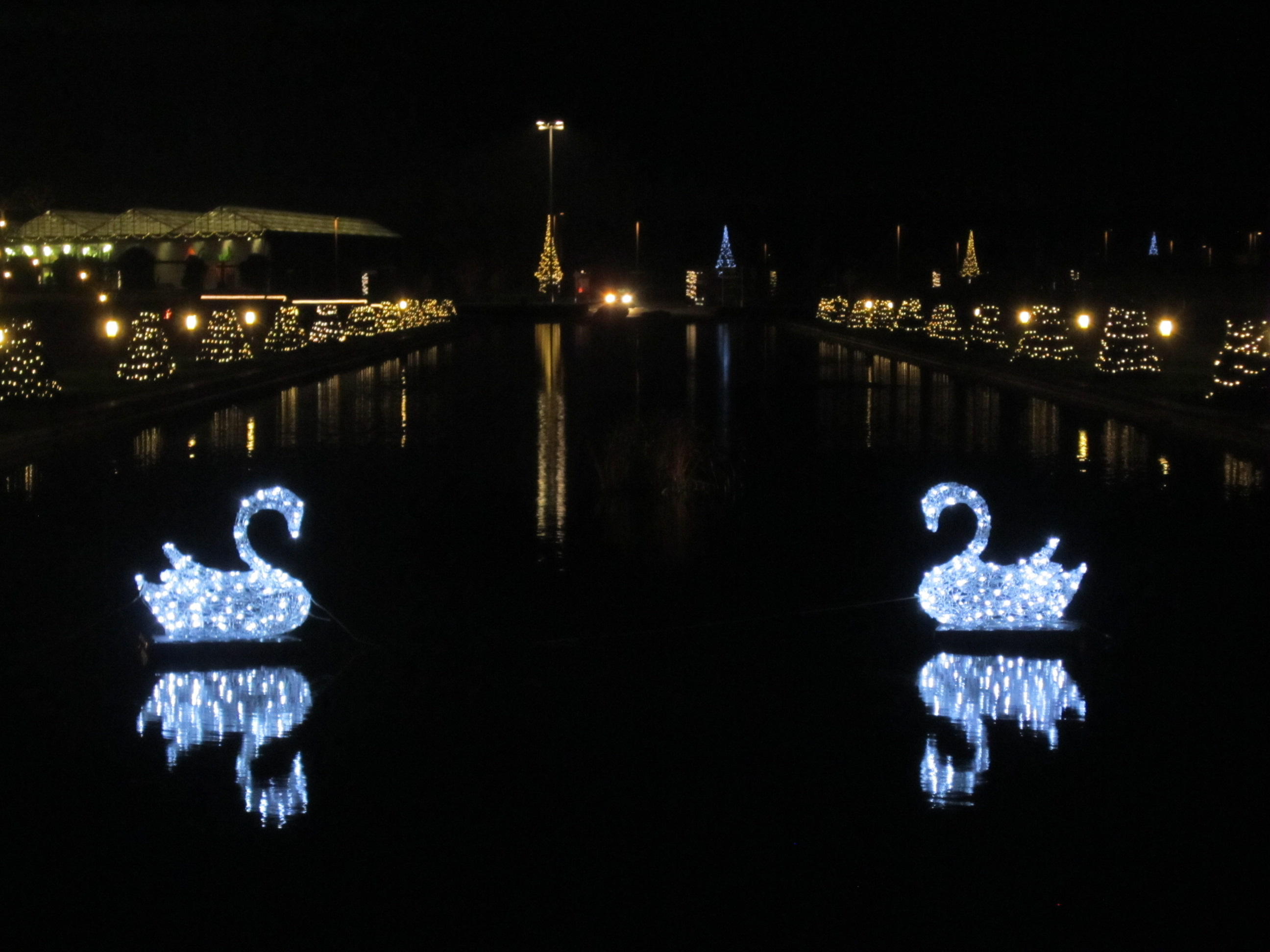
Teich zwischen Emsflower und dem Garteneinkaufscenter in der Vorweihnachtszeit

### Industrie und Gewerbe
- Bernard van Lengerich Gruppe, Land- und Oberflächentechnik
- Emsflower, Gärtnereigroßbetrieb
- Hölscher + Leuschner, Stallbau, Gartenpavillon
- Hermann Paus Maschinenfabrik, Radlader, Lastenaufzüge und Bergbau-Spezialfahrzeuge
- K. Schulten, Spezialmaschinen für den Fenster- und Rollladenbau
- Robel Mobil GmbH, Sonderfahrzeugbau, Reisemobile, Rettungsfahrzeuge
- Fangmeyer, Industrie- und Autolackierung, Malerbetrieb
- Wietmarscher Ambulanz- und Sonderfahrzeug[13]

## Persönlichkeiten
- Johann Hermann Sanning (* 1812 in Emsbüren; † 1880 in Cincinnati, USA), deutsch-amerikanischer Baumeister
- Maria Mönch-Tegeder (* 1903 in Mehringen; † 1980 in Meppen), Heimatdichterin des Emslandes
- Willi Heeks (* 1922 in Moorlage; † 1996 in Bocholt), deutscher Automobilrennfahrer
- Ludger Wöste (* 1946), Physiker
- Monika Hermanns (* 6. März 1959 in Thuine), Richterin des Bundesverfassungsgerichts
- Lisa Paus (* 19. September 1968 in Rheine), Bundesministerin für Familie, Senioren, Frauen und Jugend
- René Tebbel (* 12. Februar 1969), deutscher Springreiter
- Luise Hölscher (* 21. Juli 1971 in Münster), Staatssekretärin im Bundesministerium der Finanzen[14]
- Frank Hoppmann (* 2. April 1975 in Lingen), deutscher Karikaturist
- Stefan Silies (* 1976 in Emsbüren), Künstler
- Dennis Scheider (* 1977 in Emsbüren; † 2025), Gitarrist, Songwriter und Musikproduzent
- Maurice Tebbel (* 23. April 1994), deutscher Springreiter
- Lina Alsmeier (* 29. Juni 2000 in Nordhorn), deutsche Volleyballspielerin
- Thea Farwick (* 9. Juni 2006 in Nordhorn), deutsche Fußballtorhüterin